# Bosco Tosca
Bosco Tosca è un centro abitato d'Italia, frazione del comune di Castel San Giovanni.

## Storia
Nelle frazioni di Bosco Tosca e della vicina Pievetta, situate a circa 5 km dal capoluogo comunale lungo l'argine del fiume Po, si insediarono nel Seicento comunità arbëreshë, le uniche dell'Italia settentrionale, testimoniate dalla persistenza dei cognomi "Albanesi" e "Tosca" e dal mantenimento di usi funerari e tradizioni culinarie distinte.
Al censimento del 21 ottobre 2001 contava 104 abitanti.

## Geografia fisica
Il centro abitato è sito a 56 metri sul livello del mare, a breve distanza dal fiume Po.

## Infrastrutture e trasporti

### Strade
Il centro abitato dà il nome al ponte sul fiume Po percorso dalla strada statale 412 della Val Tidone.